# Heiko Grobenstieg
Pour les articles homonymes, voir Heiko.
Heiko Grobensteig, né le 28 août 1975, est un coureur cycliste paraguayen.

## Palmarès et résultats

### Par année
- 2002
  -  Champion du Paraguay sur route
- 2003
  - 3e du championnat du Paraguay du contre-la-montre
- 2004
  - 2e du championnat du Paraguay du contre-la-montre
- 2005
  - 2e du championnat du Paraguay du contre-la-montre
- 2006
  - 2e du championnat du Paraguay sur route
  - 3e du championnat du Paraguay du contre-la-montre
- 2009
  -  Champion du Paraguay du critérium
  - Villa Hayes (Doble Benjamin Aceval)
  - Dia Nacional de la Bicicleta
  - Aniversario Paraguay Cycles Club
- 2010
  - 2e étape de Dia Nacional de la Bicicleta
  - Clasica Anboscada
- 2014
  -  Champion du Paraguay sur route
  -  Champion du Paraguay de VTT cross-country

### Classements mondiaux
| Année            | 2014 |
| ---------------- | ---- |
| UCI America Tour | 71e  |